# Cossack

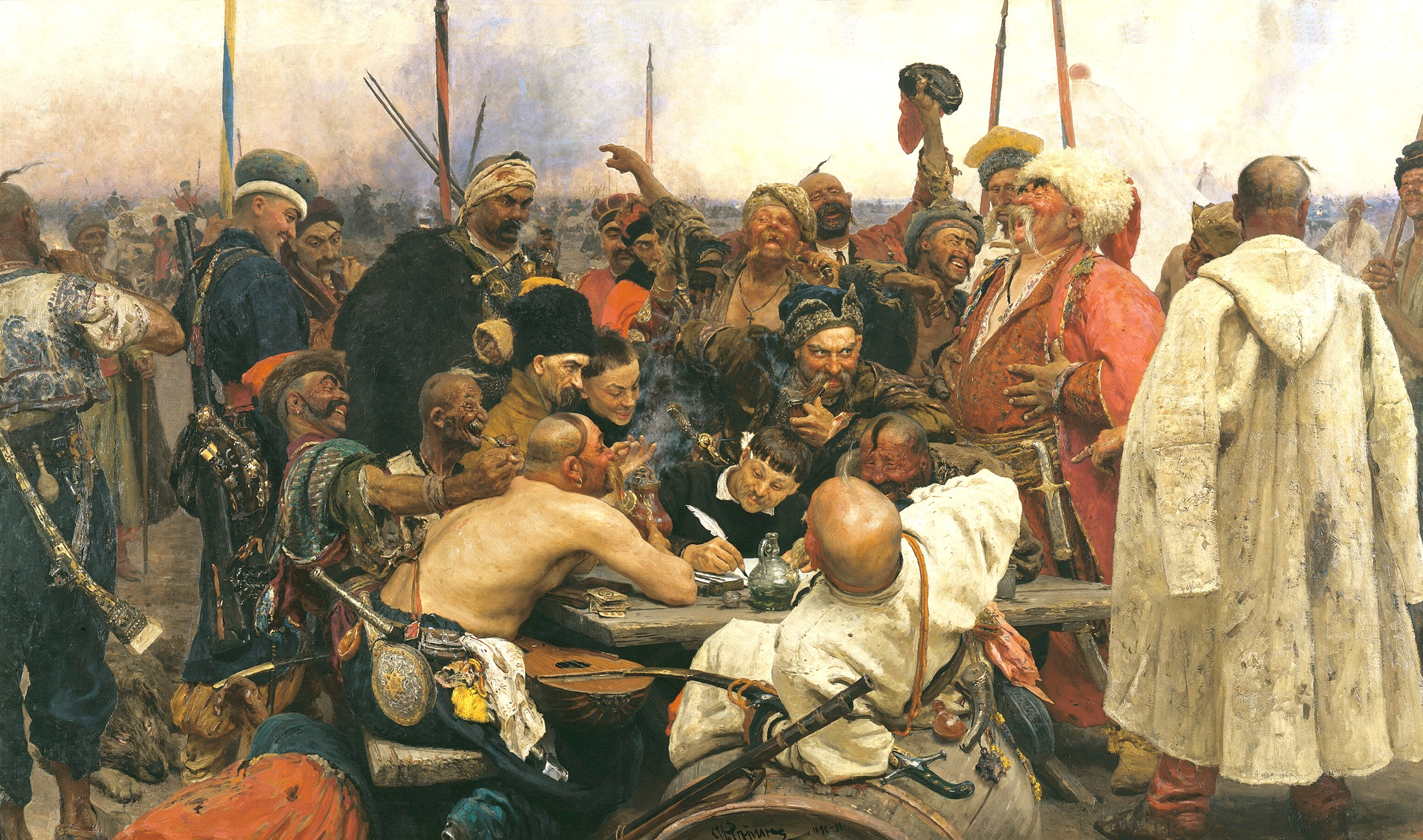
Người Zaporozhe viết thư cho sultan Thổ Nhĩ Kỳ. Tranh của Ilya Repin từ năm 1880 tới năm 1891.

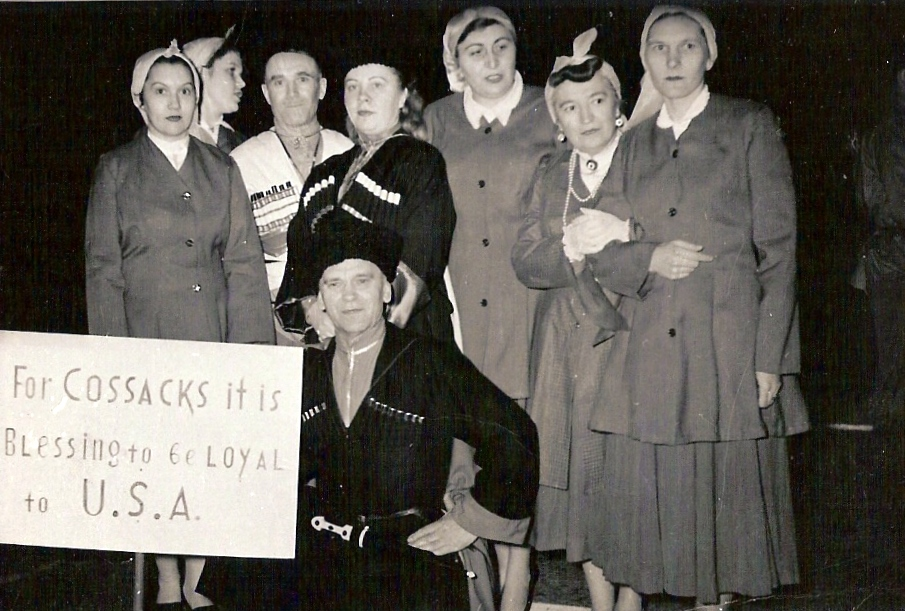
Một gia đình cossaks người mỹ vào những năm 1950

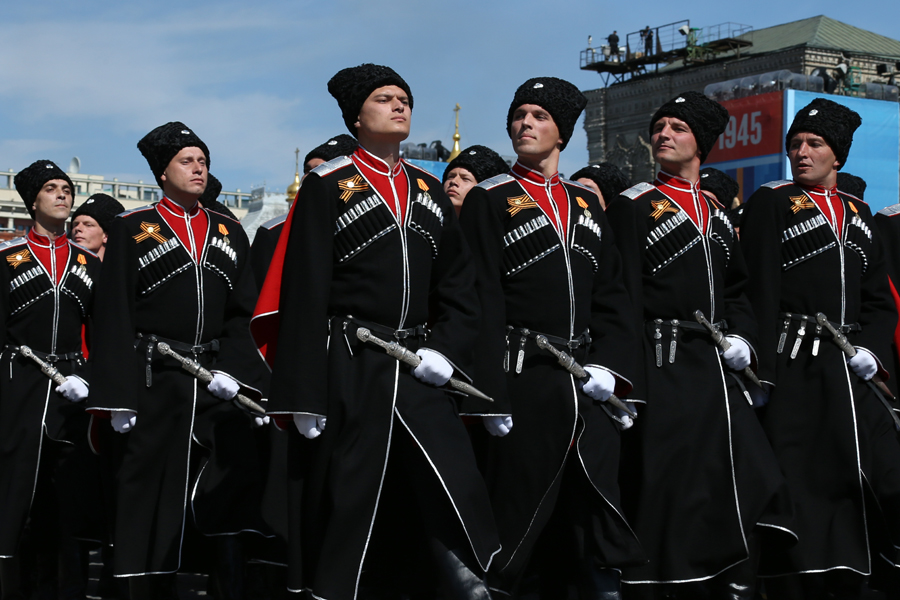
Một binh đoàn cossaks trong lễ duyệt binh tại Quảng trường đỏ

Người Cossack (tiếng Nga cổ: козáкъ; tiếng Nga: Казаки; tiếng Ukraina: козаки́; tiếng Ba Lan: kozacy; Turk: казак), Kazak, Kozak, hay Cô-dắc, là một cộng đồng truyền thống của những người nói tiếng Slav Đông theo Chính thống giáo phương Đông sống trên khu vực thảo nguyên phía nam của Đông Âu và phần châu Á của nước Nga. Họ nổi tiếng vì sự độc lập và các kỹ năng quân sự của họ, cụ thể là tài cưỡi ngựa. Cossack cũng có thể được dùng để chỉ các thành viên của các đơn vị quân sự Cossack. Ban đầu, Cossack là những người nông dân Ukraina hay Nga đã chạy trốn khỏi sự áp bức của Ba Lan và Moskva thời phong kiến để sinh sống tại các thảo nguyên phương nam tự do nhưng đầy nguy hiểm.
Tên gọi Cossack có lẽ có nguồn gốc từ tiếng Ba Lan thông qua tiếng Ukraina Kozak, vốn là một từ vay mượn từ từ "cosac" trong tiếng Cuman có nghĩa là "người tự do" nhưng cũng có nghĩa là "kẻ chinh phục". Cũng có thể nó có nguồn gốc từ thuật ngữ xã hội trong tiếng Turk qazaq, nghĩa là "người mạo hiểm" hay "người tự do". Thuật ngữ này lần đầu tiên được đề cập tới trong biên niên sử Ruthenia từ năm 1395. Cossack (Qazaqlar) cũng là những người giữ gìn biên giới của hãn quốc Kazan.
Người Cossack lần đầu được biết rộng rãi tại Tây Âu giữa thế kỷ 17 như là kết cuộc khởi nghĩa lớn của Bohdan Khmelnytsky và những người Zaporozhia ở Ukraina chống lại Liên bang Ba Lan-Litva, đã làm rung động các nền tảng cơ sở địa chính trị của miền đông châu Âu.

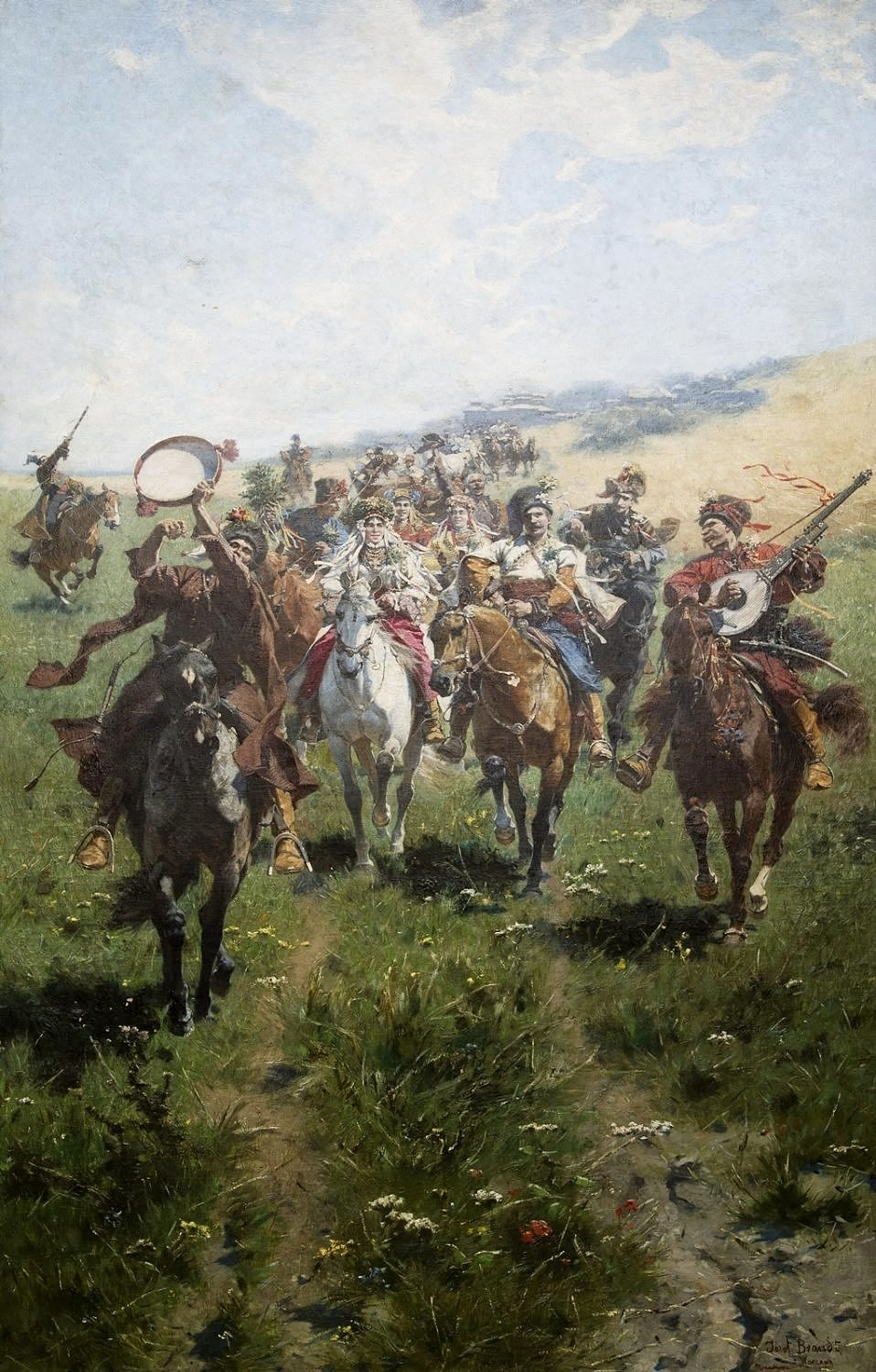
Đám cưới Cossack. Tranh của Józef Brandt.

Nổi tiếng nhất trong số này là những người Cossack của các vùng Đông, Terek và Ural, cũng như các khu vực thuộc Siberia (chẳng hạn người Cossack Baikal). Số lượng người Cossack đã gia tăng vào cuối thời Trung Cổ, do được các nông nô Nga chạy trốn khỏi chủ của họ gia nhập thêm. Cuối cùng thì người Cossack đã trở thành những người bảo vệ các ranh giới quốc gia và các bộ lạc. Người Cossack phục vụ trong quân đội thường trực Nga trong nhiều cuộc chiến tranh trong suốt thế kỷ 18 và 19. Trong cuộc Nội chiến Nga (1917-1922) họ đã chiến đấu cho cả hai phía, mặc dù voisko Cossack sông Đông là một trong những lực lượng chính chống lại những người Bolshevik. Kết quả là trong thời kỳ Liên Xô thì người Cossack đã chịu sự ngược đãi lớn từ chính quyền Bolshevik và các vùng đất của người Cossack đã chịu một số nạn đói kém mất mùa. Tuy nhiên, cơ chế tổ chức quân sự của người Cossack đã được cải tạo lại trước khi diễn ra Chiến tranh thế giới thứ hai. Hiện nay, tại Nga thì người Cossack được coi hoặc là các hậu duệ theo dân tộc, hoặc theo hoạt động quân sự của họ, và thông thường là cả hai. Phạm trù sau đã được liệt kê như là một nhóm riêng rẽ trong điều tra dân số và con số này hiện tại là khoảng 150.000 người Cossack đang phục vụ quân sự tại Nga và tới vài triệu hậu duệ nhận thức được di sản Cossack của mình, hiện nay đang được phục hồi, cụ thể là tại miền nam Nga.
Cũng nổi tiếng là Cossack của voisko Zaporozhia, những người sống trên các thảo nguyên miền nam của Ukraina ngày nay. Số lượng người Cossack này đã tăng lên nhanh chóng trong khoảng thế kỷ 15 tới thế kỷ 17, được tăng thêm bởi các chủ đất-quý tộc Ruthenia nghèo, thương nhân và các nông dân chạy trốn từ Ba Lan-Litva. Người Cossack Zaporozhia đóng một vai trò quan trọng trong địa chính trị châu Âu, trải qua một loạt các liên minh và mâu thuẫn với Liên bang Ba Lan-Litva, Moskva và Đế quốc Ottoman. Mặc dù kể từ cuối thế kỷ 18 thì phần lớn các hậu duệ của họ đã chuyển tới khu vực Kuban của Nga và không còn nhận họ là người Ukraina, tuy nhiên họ vẫn được một số nhà sử học coi là tổ tiên của dân tộc Ukraina ngày nay. Hiện tại ở đây có một số tổ chức xã hội của người Ukraina cố gắng phục hồi kiểu sống và ảnh hưởng của người Cossack, thông thường với một số thành kiến chính trị hay tôn giáo khác nhau.
Ít được biết đến hơn là người Cossack Ba Lan (Kozacy) và người Cossack Tatar (Nağaybäklär). Tên gọi Cossack cũng được dùng để chỉ kỵ binh nhẹ trong quân lực Liên bang Ba Lan-Litva.

## Quan hệ với các đế quốc

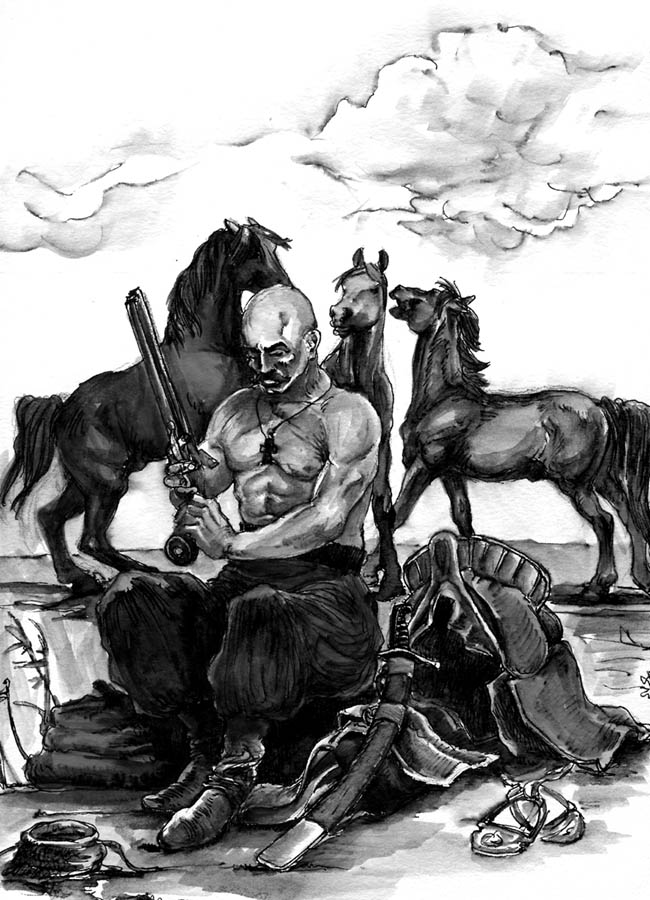
Một người Cossack Ukraina trong thời kỳ Liên bang Ba Lan-Litva. Tranh của Dariusz T. Wielec.

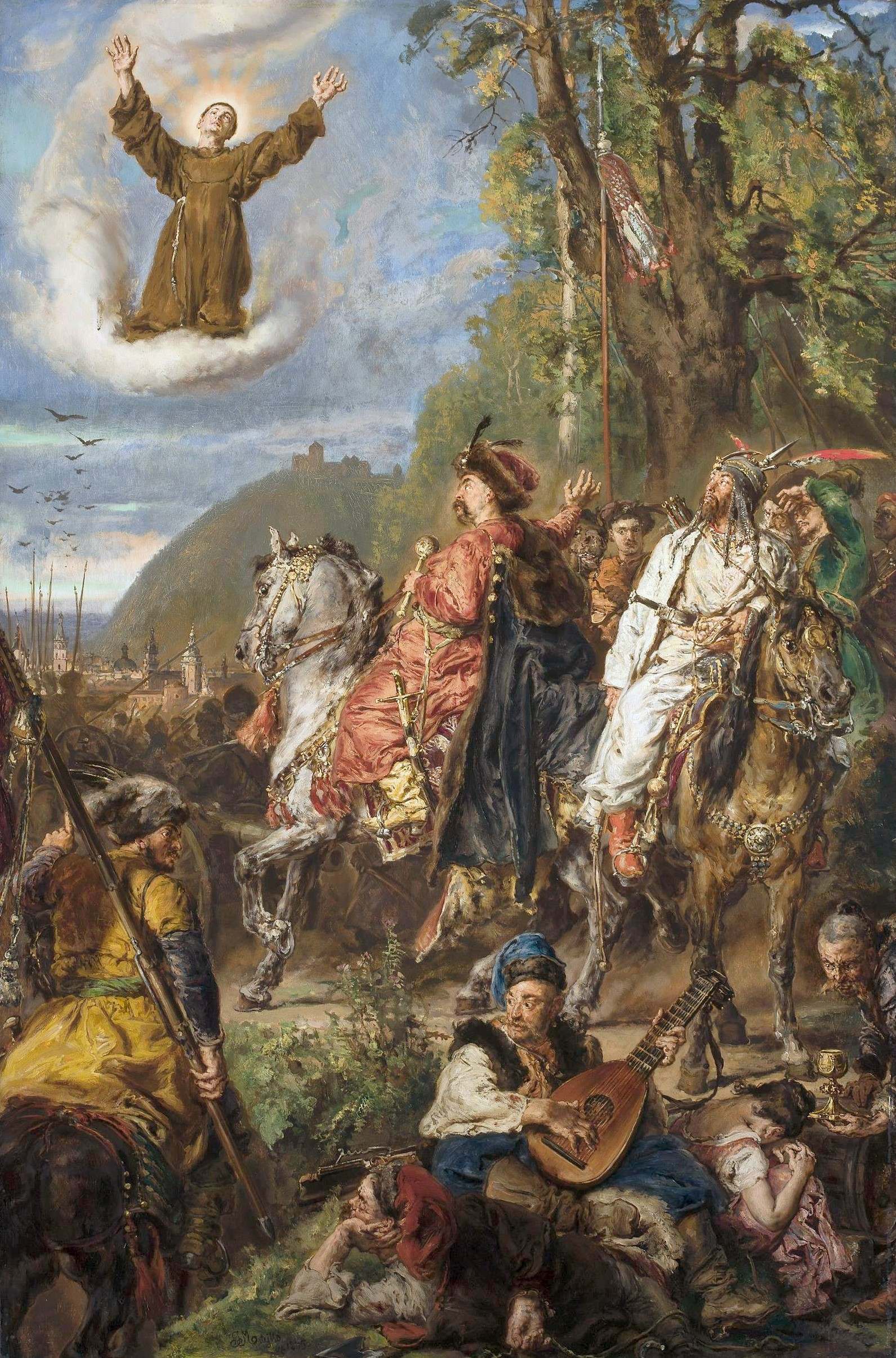
"Bohdan Chmielnicki với Toğay bey tại Lvov", tranh sơn dầu, 1885, Viện bảo tàng quốc gia, Warsaw. Tranh của Jan Matejko.

## Trong Đế quốc Nga

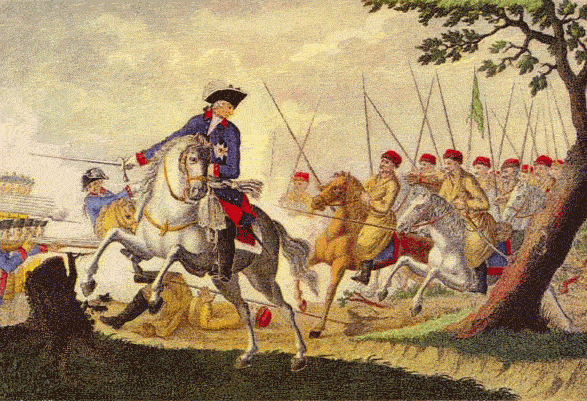
Quốc vương Friedrich II Đại Đế bị người Cossack bắt hụt trong trận đánh tại Kunersdorf (1759).

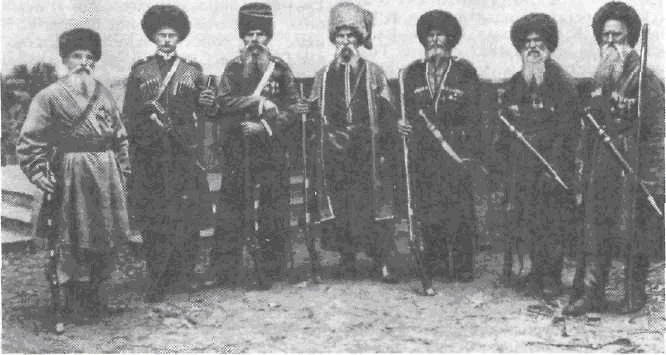
Người Cossack cuối thế kỷ 19

### Trong những năm cuối của Đế quốc Nga

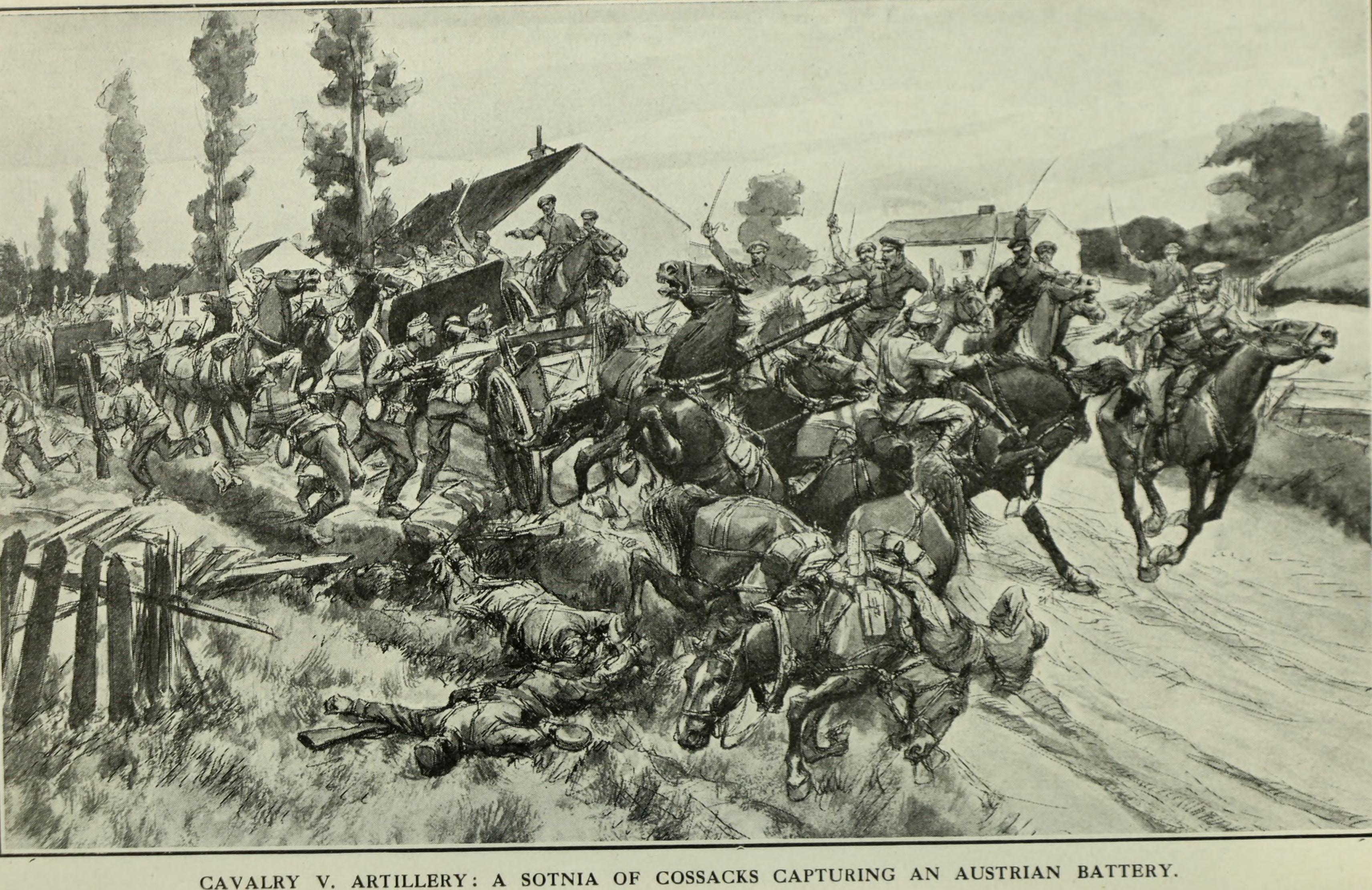
Một sotnia của cossacks chụp pin Áo

## Tổ chức Cossack

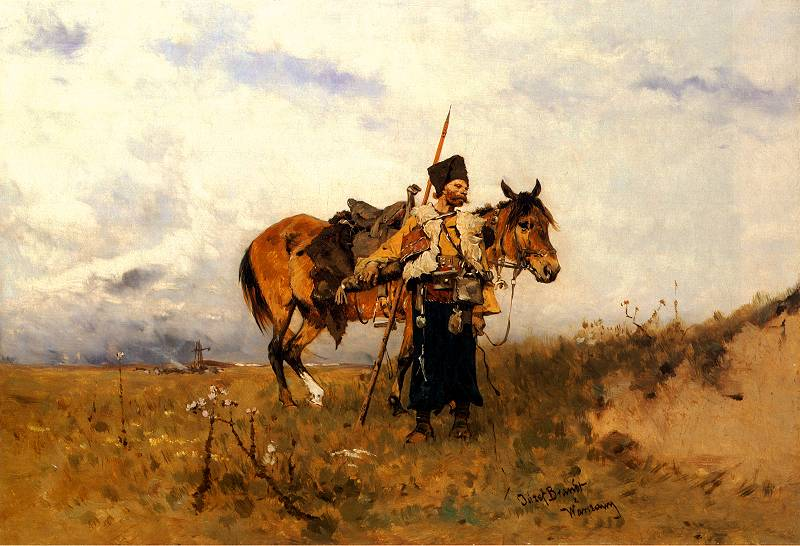
"Người Cossack làm nhiệm vụ", tranh của Józef Brandt

### Khu định cư của người Cossack

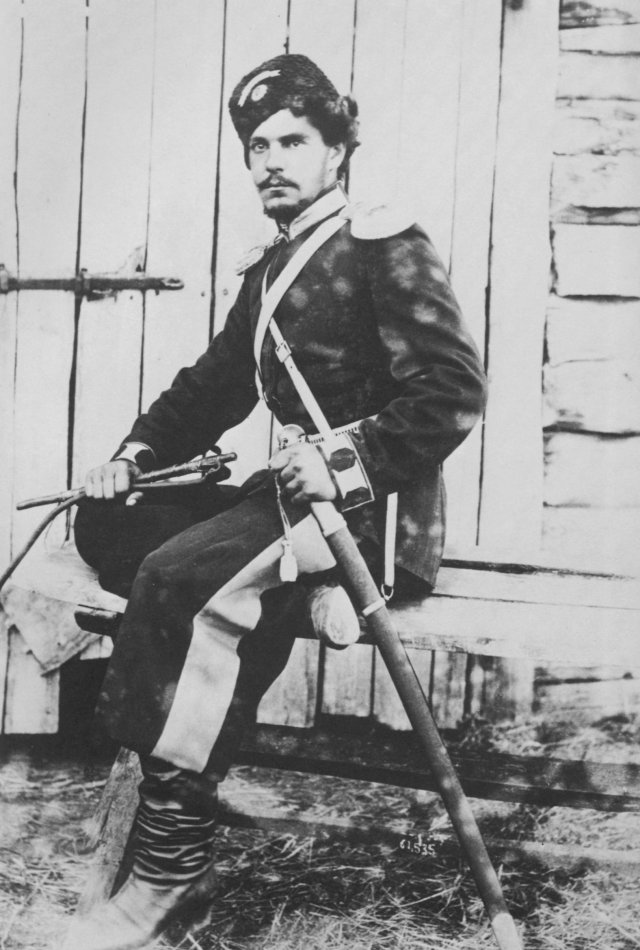
Một người đàn ông Cossack tại Orenburg, với shashka (kiếm) bên hông

## Trang phục

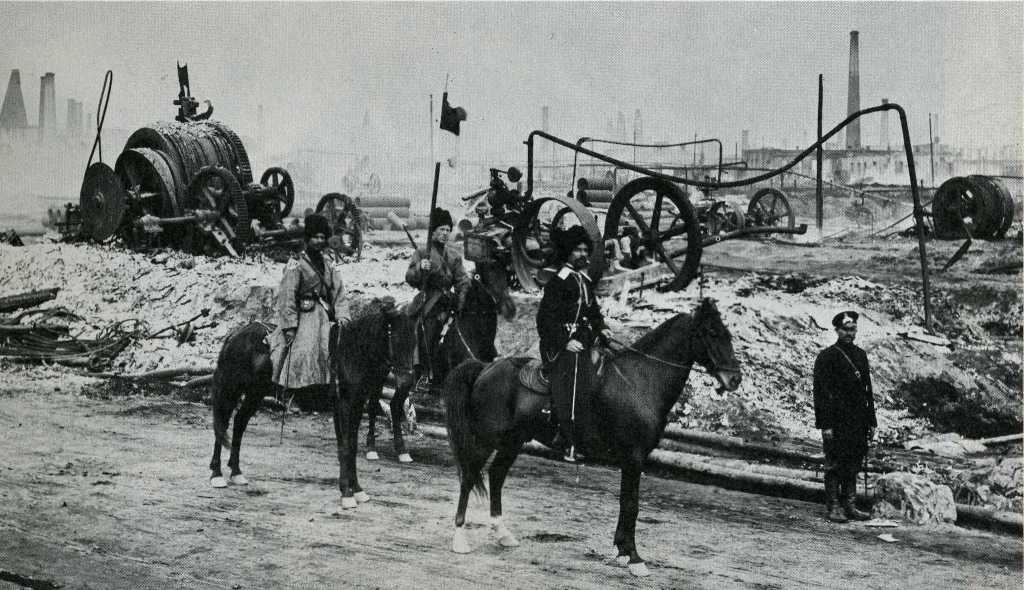
Người Cossack tuần tra các giếng dầu gần Baku, năm 1905

## Cờ và Biểu tượng

Lá cờ của người Cossacks sông Đông
Lá cờ của người Cossacks kuban
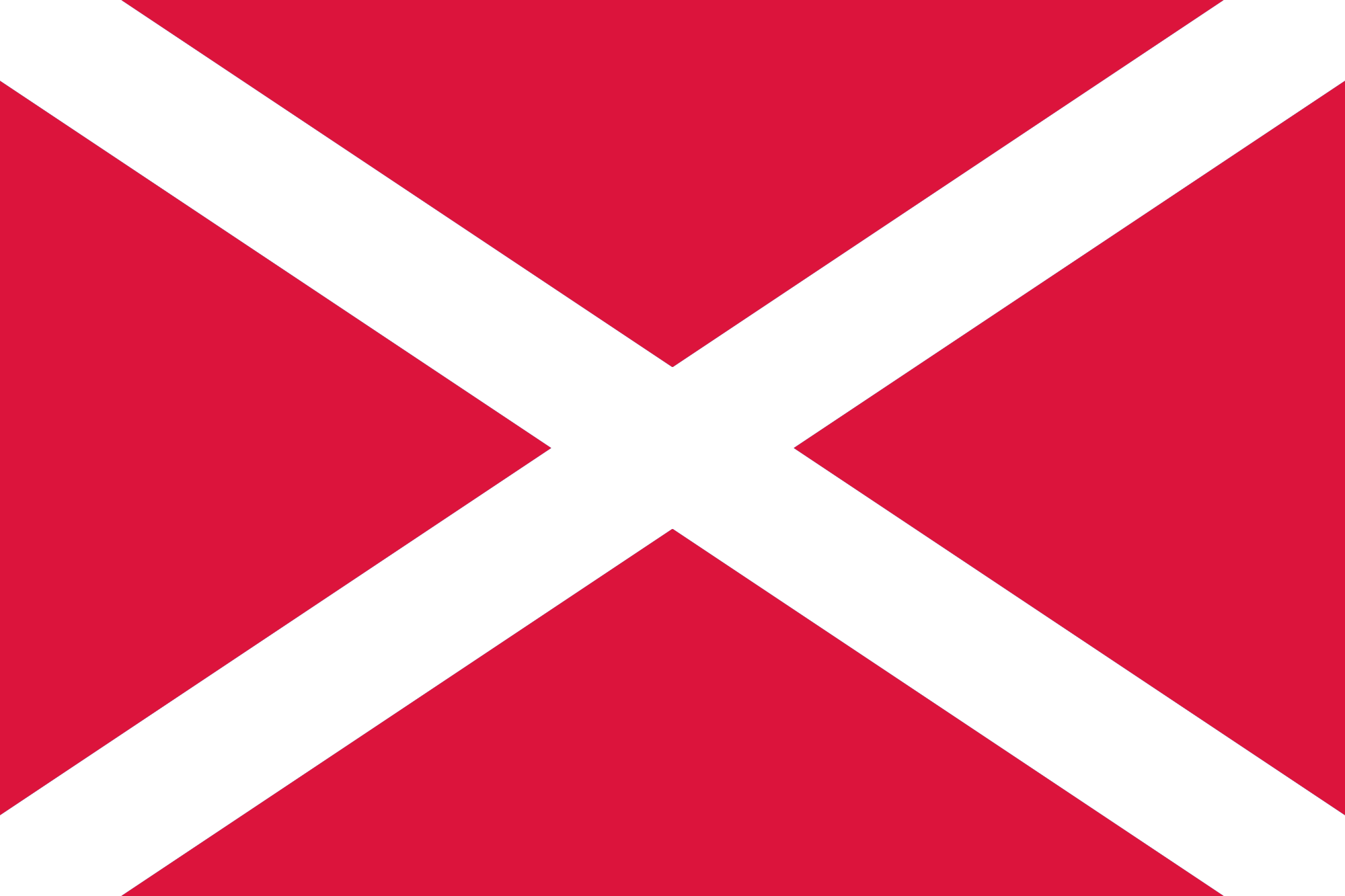
Lá cờ của người Cossacks Semirechye
Lá cờ của người Người Cossack Nga Sloboda-Ukraina
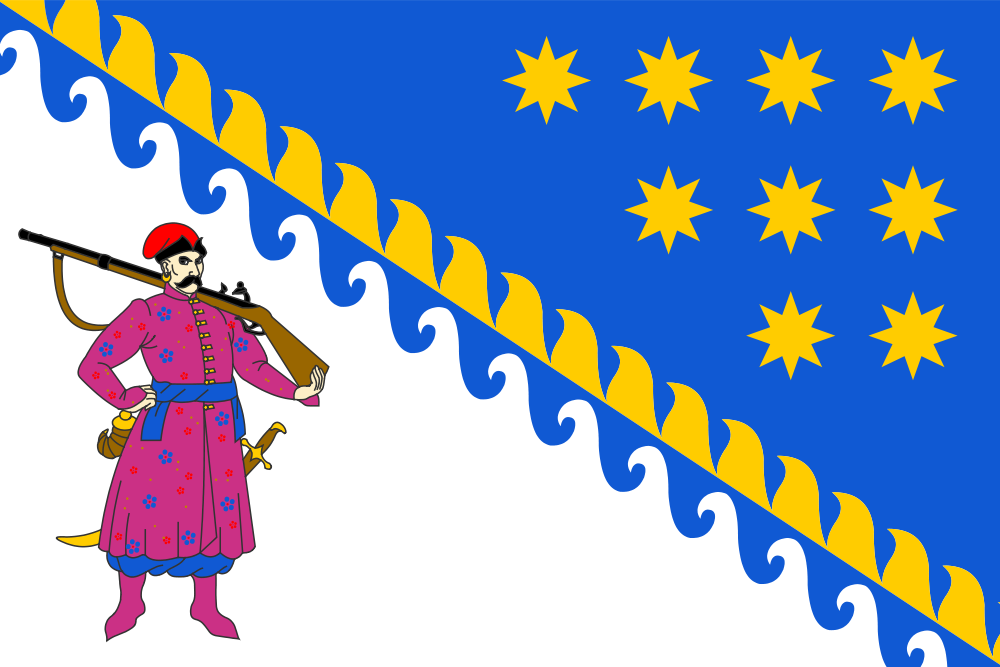
Hiệu kì của tỉnh Dnipropetrovsk

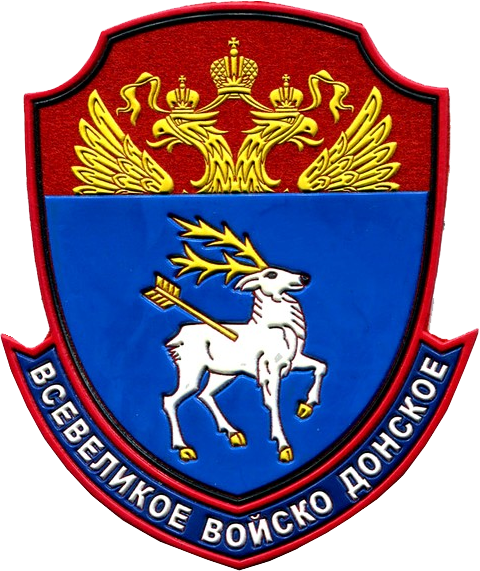
Biểu tượng của người Cossacks sông Đông
Biểu tượng của người Kuban cossacks
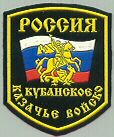
Huy hiệu của binh đoàn kuban cossacks thuộc lực lượng vũ trang quân đội nga
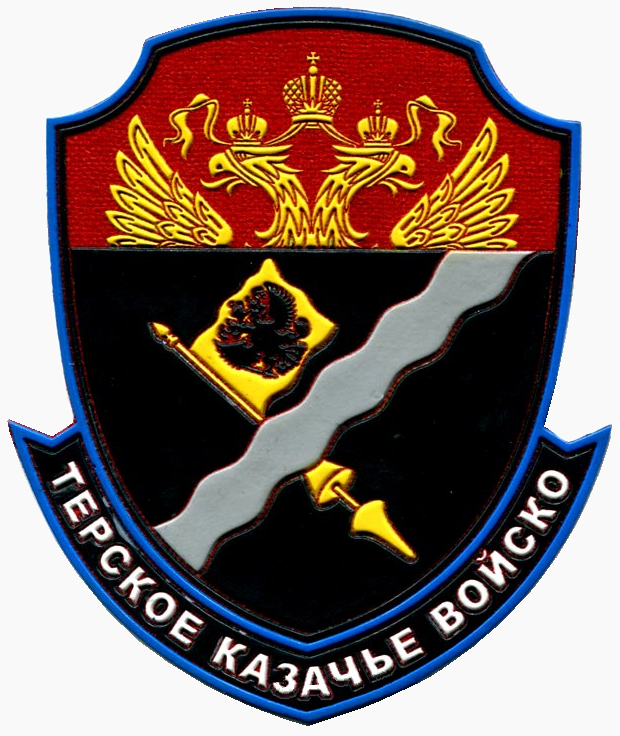
Biểu tượng của người cossacks terek
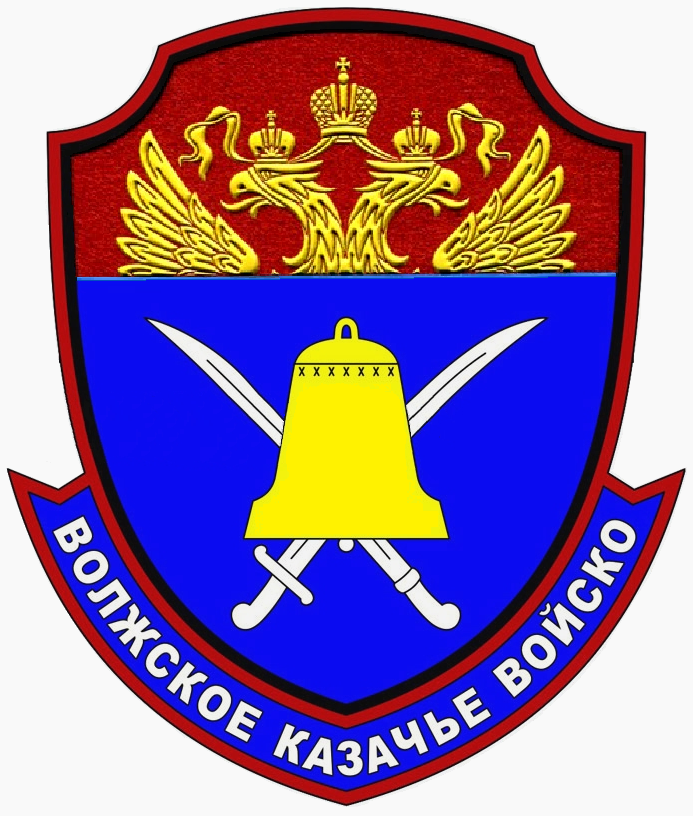
Biểu tượng của người cossacks volga
Biểu tượng của người Zaporozhia

## Lịch sử